# Aconitum qinghaiense
Aconitum qinghaiense är en ranunkelväxtart som beskrevs av Yuichi Kadota. Aconitum qinghaiense ingår i släktet stormhattar, och familjen ranunkelväxter. Inga underarter finns listade i Catalogue of Life.